# Dahomeys stilettorm
Dahomeys stilettorm (Atractaspis dahomeyensis), är en ormart inom familjen stilettormar och tillhör släktet jordhuggormar.

## Kännetecken
Ormen är giftig. Jordhuggormar har en speciell utfällbar huggtand och ska därför inte hållas bakom huvudet, vilket ingen orm bör göras på grund av att de då kan bli skadade. Ormen blir upp till 70 centimeter lång.

## Utbredning
Dahomeys stilettorm hittas i Guinea, Elfenbenskusten, Ghana, Togo, Benin, Nigeria, Cameroon, Burkina Faso, Mali, Gambia och Sierra Leone. Arten lever i låglandet och i kulliga områden upp till 700 meter över havet. Typisk terräng som i området Zomai eller Dahomey.

## Levnadssätt
Lever i regnskogar och savanner i västra Afrika, är en grävande orm och fortplantningen är förmodligen ovipar.
Arten vilar på dagen i jordhålor och andra gömställen.